# Vladislav (ort)
Vladislav är en köping i Tjeckien.   Den ligger i regionen Vysočina, i den centrala delen av landet, 150 km sydost om huvudstaden Prag. Vladislav ligger 388 meter över havet och antalet invånare är 1 225.
Terrängen runt Vladislav är huvudsakligen platt. Vladislav ligger nere i en dal. Runt Vladislav är det ganska glesbefolkat, med 40 invånare per kvadratkilometer. Närmaste större samhälle är Třebíč, 7,8 km väster om Vladislav. Trakten runt Vladislav består till största delen av jordbruksmark.